# 蘇克查區
蘇克查區（西班牙語：Distrito de Succha），是秘魯的一個區，位於該國北部安卡什大區的艾哈省，始建於1907年12月21日，面積78.84平方公里，海拔高度3,129米，2002年人口1,142，人口密度為每平方公里14人。